# Diego van Oorschot
Diego van Oorschot (Almelo, 2 oktober 2005) is een Nederlands voetballer die doorgaans als aanvaller speelt. Hij komt uit voor Heracles Almelo.

## Clubcarrière
Van Oorschot begon met voetballen bij AVC La Première, waarna hij in 2015 werd opgenomen in de FC Twente / Heracles Academie. Hij kreeg bij Heracles zijn eerste profcontract aangeboden in juli 2023. Hij maakte zijn debuut voor de Almelose club op 28 april 2023, in de Keuken Kampioen Divisie tegen Jong PSV (3-0). Hij mocht in de laatste minuten invallen voor Samuel Armenteros. Heracles werd dat seizoen kampioen en promoveerde naar de Eredivisie. Het debuut van Van Oorschot volgde in de eerste speelronde, tegen Ajax (1-4). Hij mocht weer kort voor tijd invallen, dit keer voor Emil Hansson. In oktober 2023 raakte hij geblesseerd en was langdurig uit de roulatie.

## Statistieken
| Seizoen | Club            | Competitie     | Competitie | Competitie | Beker | Beker | Overig | Overig | Totaal | Totaal |
| Seizoen | Club            | Competitie     | Wed.       | Dlp.       | Wed.  | Dlp.  | Dlp.   | Dlp.   | Wed.   | Dlp.   |
| ------- | --------------- | -------------- | ---------- | ---------- | ----- | ----- | ------ | ------ | ------ | ------ |
| 2022/23 | Heracles Almelo | Eerste divisie | 2          | 0          | 0     | 0     | 0      | 0      | 2      | 0      |
| 2023/24 | Heracles Almelo | Eredivisie     | 4          | 0          | 0     | 0     | 0      | 0      | 4      | 0      |
| 2024/25 | Heracles Almelo | Eredivisie     | 2          | 0          | 4     | 0     | 0      | 0      | 6      | 0      |
| Totaal  | Totaal          | Totaal         | 8          | 0          | 4     | 0     | 0      | 0      | 12     | 0      |

Bijgewerkt op 7 maart 2025.